# Chicago-Marathon 1990
| 13. Chicago-Marathon    | 13. Chicago-Marathon        |
| ----------------------- | --------------------------- |
| Stadt                   | Chicago, Vereinigte Staaten |
| Datum                   | 28. Oktober 1990            |
| Distanz                 | 42,195 Kilometer            |
| Sieger                  |                             |
| Männer                  | Martín Pitayo (2:09:41 h)   |
| Frauen                  | Aurora Cunha (2:30:11 h)    |
| ← Chicago-Marathon 1989 | Chicago-Marathon 1991 →     |
| Website                 | Offizielle Website          |

Der Chicago-Marathon 1990 (offiziell: Old Style Chicago-Marathon 1990) war die 13. Ausgabe der jährlich stattfindenden Laufveranstaltung in Chicago, Vereinigte Staaten. Der Marathon fand am 28. Oktober 1990 statt.
Bei den Männern gewann Martín Pitayo in 2:09:41 h, bei den Frauen Aurora Cunha in 2:30:11 h.

## Ergebnisse

### Männer
| Platz | Athlet              | Land               | Zeit (h) |
| ----- | ------------------- | ------------------ | -------- |
| 01    | Martín Pitayo       | Mexiko             | 2:09:41  |
| 02    | Antoni Niemczak     | Polen              | 2:09:41  |
| 03    | Rex Wilson          | Neuseeland         | 2:10:48  |
| 04    | Ake Eriksson        | Schweden           | 2:10:53  |
| 05    | Ed Eyestone         | Vereinigte Staaten | 2:10:59  |
| 06    | Jan Huruk           | Polen              | 2:11:26  |
| 07    | Joaquim Pinheiro    | Portugal           | 2:12:03  |
| 08    | Osmiro Silva        | Brasilien          | 2:12:17  |
| 09    | Dionicio Cerón      | Mexiko             | 2:12:18  |
| 10    | Viktor Mosgovoy     | Sowjetunion        | 2:13:27  |
| 11    | Spyros Andriopoulos | Griechenland       | 2:13:47  |

### Frauen
| Platz | Athletin          | Land                   | Zeit (h) |
| ----- | ----------------- | ---------------------- | -------- |
| 01    | Aurora Cunha      | Portugal               | 2:30:11  |
| 02    | Carole Rouillard  | Kanada                 | 2:32:28  |
| 03    | Midde Hamrin      | Schweden               | 2:34:27  |
| 04    | Helen Moros       | Neuseeland             | 2:34:37  |
| 05    | Kellie Archuletta | Vereinigte Staaten     | 2:35:58  |
| 06    | Mary Knisely      | Vereinigte Staaten     | 2:37:58  |
| 07    | Deborah Raunig    | Vereinigte Staaten     | 2:38:07  |
| 08    | Joy Smith         | Vereinigte Staaten     | 2:38:22  |
| 09    | Terry Schmidt     | Vereinigte Staaten     | 2:38:42  |
| 10    | Anne Roden        | Vereinigtes Königreich | 2:38:55  |